# توماس روخاس
توماس روخاس (بالإسبانية: Tomás Rojas)‏ مواليد 12 يونيو 1980 في ولاية فيراكروز، المكسيك، هو ملاكم محترف مكسيكي يصنف ضمن فئة وزن الريشة. حقق بطولة المجلس العالمي للملاكمة.

## إحصائيات
خاض خلال مسيرته 64 نزالا، فاز في 48 وتعادل في 1 وخسر في 14. فاز بالضربة القاضية في 32 نزالا.

## روابط خارجية
- توماس روخاس على موقع بوكس ريك (الإنجليزية) (registration required)